# Vicente de Valverde
Vicente de Valverde, OP (1490–1543) serviu como o quarto bispo do Panamá (1533–1534).

## Biografia
Vicente de Valverde nasceu em Segóvia, em Espanha, e foi ordenado sacerdote na Ordem dos Pregadores. Em 1533, o Papa Clemente VII nomeou-o Bispo do Panamá. Faleceu em 1543.